# Asclepias oreophila
Asclepias oreophila är en oleanderväxtart som beskrevs av A. Nicholas, O.M. Hilliard och B.L. Burtt. Asclepias oreophila ingår i släktet sidenörter, och familjen oleanderväxter. Inga underarter finns listade i Catalogue of Life.